# J'ai besoin d'amour
Pour les articles homonymes, voir Besoin d'amour.
Singles de Lorie
Toute seule
(2002) À 20 ans
(2003)
J'ai besoin d'amour est une chanson de la chanteuse française Lorie extraite de son second album studio, Tendrement. Il s'agit du premier single de l'album sorti le 1er octobre 2002. Il s'est vendu à plus de 200 000 exemplaires et a été certifié disque d'or pour 250 000 mises en magasin.

## Genèse
Cette chanson a été composée par Johnny Williams et Pierre Billon, elle fait référence au manque d'affection de la chanteuse.
Le titre est disponible sur les différentes versions de l'album Tendrement mais aussi sur les supports des concerts Live Tour 2003, Week End Tour et Live Tour 2006, en version intégrale ou en medley. Le titre est également disponible sur le Best of de Lorie sorti en 2005. Une version anglaise du titre, When I Think About You, a aussi été enregistrée. Elle est disponible en téléchargement légal, ainsi que sur le maxi single promotionnel de J'ai besoin d'amour et la version collector Noël de l'album Tendrement.

## Clip vidéo
Le clip a été tourné au Parc Astérix de Plailly par Vincent Egret et dirigé par Plein Sud Films. On peut y voir Lorie chanter à côté d'une piscine où un dauphin fait des acrobaties. Le clip et la version karaoké se trouvent sur le DVD Tendrement vôtre ainsi que sur le DVD du Best of.

## Liste des pistes
- CD single promo

1. J'ai besoin d'amour (Radio Edit) – 3:40

- CD single

1. J'ai besoin d'amour (Radio Edit) – 3:40
2. J'ai besoin d'amour (Celtic Mix) – 4:11
3. J'ai besoin d'amour (Fortress Mix) – 4:10

- CD single - Édition limitée

1. J'ai besoin d'amour (Radio Edit) – 3:40
2. J'ai besoin d'amour (Version Instrumentale) – 3:40
3. J'ai besoin d'amour (Version Acoustique) – 3:08

- CD single maxi single

1. J'ai besoin d'amour (Radio Edit) – 3:40
2. When I Think About You – 3:48
3. J'ai besoin d'amour (Version Instrumentale) – 3:40

- CD single au Royaume-Uni

1. When I Think About You – 3:48

## Classements et certifications
| Pays          | Meilleure position | Semaines dans le classement |
| ------------- | ------------------ | --------------------------- |
| France        | 7                  | 23                          |
| Belgique (Fr) | 15                 | 16                          |
| Suisse        | 24                 | 15                          |

| Pays          | Position  |
| ------------- | --------- |
| France        | 40 (2002) |
| Belgique (Fr) | 91 (2002) |

### Certifications
| Pays    | Certification | Date            | Ventes certifiées | Ventes réelles             |
| ------- | ------------- | --------------- | ----------------- | -------------------------- |
| France, | Argent        | 6 novembre 2002 | 125 000           | + 209 000 (approximations) |
| France, | Or            | 9 juillet 2003  | 250 000           | + 209 000 (approximations) |